# Козма Тричков
Козма (Кузма) Тричков Вълков е български търговец, общественик и дарител.

## Биография
Козма Тричков получава образование в килийно училище в родния си град Враца. Смята се, че е възпитаник на Константин Огнянович. Поради конфликти от лично естество с местните власти около 1825 г. напуска града и се преселва да живее в Букурещ. Към средата на XIX век вече е едър търговец, с голям натрупан капитал в резултат на дейността си, когато се намира в обкръжението на Евлоги и Христо Георгиеви. През цялото врене на емигрантския си живот си поддържа връзка със своите земляци, като активен деец на българската диаспора в Румъния. По време на Кримската война членува в Българския комитет за набиране на доброволци за руската армия. Дарител е на средства за поддържане на българските революционни чети през 60-те години на XIX век във връзка с борбите за Освобождение. От 1862 г. се явява член на настоятелството на Българската добродетелна дружина (БДД). До края на живота си отделя значителни средства за просветното и църковното развитие на българите.
В завещанието си, направено на 18 февруари 1867 г., като се изключат малките суми, предназначени за родственици и близки, оставя всичко добито и спестено от него за цели, полезни на обществото. За издръжка на училищата във Враца дарява своята къща, намираща се в Букурещ, за храм „Св. Никола“ са предназначени други пари, както и за още две църкви в града. За строящата се българска църква в Букурещ и за строеж на болница и училище във Велико Търново още парични средства, както и отново за БДД. На Руското генерално консулство в Букурещ оставя седемдесет и пет хиляди лв., които да бъдат оползотворени за подпомагане на даровити ученици в Русия. Изпълнители на завещанието са: Христо Георгиев, д-р Георги Атанасович и д-р Никола Василиади. До 1885 г. завещаните от К. Тричков имоти са под управлението на добродетелната дружина. Като свидетел на това завещание се подписва и произхождащия от Враца Давид Тодоров, четник в четата на Христо Ботев.
Регистрираните два дарителски фонда на Козма Тричков са ликвидирани през 1948 г. с вливането на фонд „Завещатели и дарители“ при Министерството на народното просвещение в държавния бюджет.
Средното училище във Враца „Козма Тричков“ носи неговото име.